# Boomerang (Schiff)
Die HMS Boomerang war ein Torpedokanonenboot der Royal Navy. 1888 wurde sie bei Armstrong in Elswick, heute Ortsteil von Newcastle upon Tyne, als Boot der Sharpshooter-Klasse in Auftrag gegeben und lief am 24. Juli 1889 als HMS Whiting vom Stapel. Am 2. April 1890 wurde sie in Boomerang umbenannt.
 Am 5. September 1891 traf sie in Sydney mit der Australian Auxiliary Squadron ein, der noch fünf Kreuzer der Pearl-Klasse und ihr Schwesterboot HMS Karrakatta ex Wizard angehörten.

Nachdem die Karrakatta bereits 1903 die Rückfahrt nach Europa angetreten hatte, verließ auch die Boomerang am 22. August 1904 die Australia Station mit dem Kreuzer Ringarooma. Mit ihrem Schwesterboot wurde sie am 11. Juli 1905 zum Abbruch verkauft.

## Einsatzgeschichte

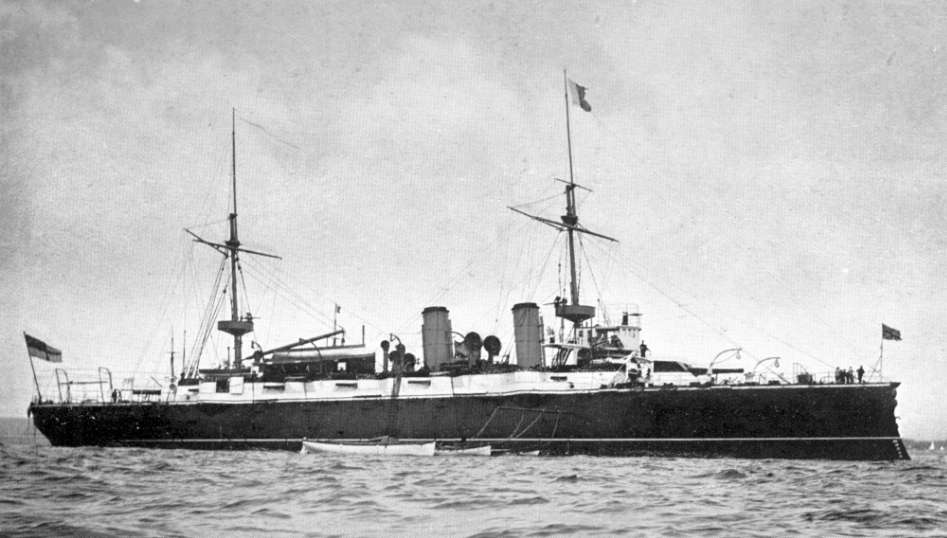
Das Stations-Flaggschiff Orlando 1888–1897

Im August 1891 traf das neue australische Geschwader mit Katoomba als Flaggschiff bei Thursday Island den Panzerkreuzer HMS Orlando, 5600 tn.l., der seit 1888 Flaggschiff der Australia Station war und bis Ende 1897 blieb. Sie war bisher das einzige moderne Kampfschiff der Station, die dazu noch über eine ältere Korvette, drei Sloops, von denen zwei nur noch Vermessungsaufgaben wahrnahmen, drei Kanonenboote und den Schoner HMS Dart verfügte. Mit dem Stationsflaggschiff lief das Geschwader dann entlang der Ostküste Australiens bis zum 5. September 1891 nach Sydney und besuchte auf dem Weg schon etliche australische Häfen.
Für die Besatzungen der Auxiliary Squadron war ein dreijähriger Dienst auf den Schiffen des Geschwaders vorgesehen, während der auf den „normalen“ Stationsschiffen in der Regel nur zwei Jahre auf einer Auslandsstation dauerte. Von den sieben Schiffen der Auxiliary Squadron sollten in der Regel zwei Kreuzer und ein Kanonenboot in Reserve sein, für die Boomerang zuerst vorgesehen war.

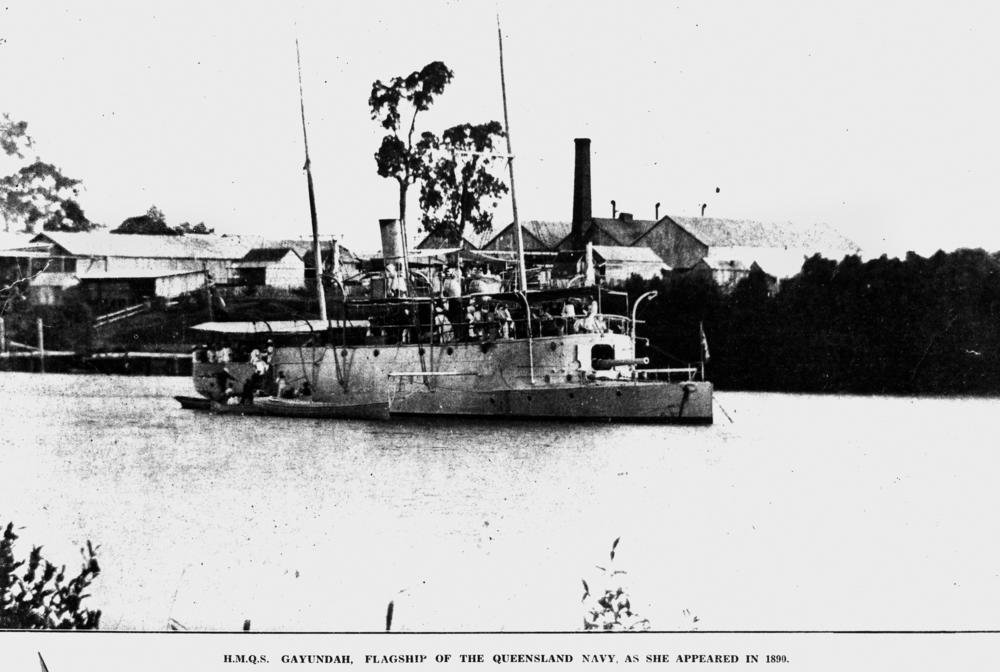
Die Gayundah

Die Boomerang befand sich seit Mitte August 1892 in Brisbane. Sie erwartete dort das Flaggschiff der Australia Station, um dem kommandierenden Admiral bei dem Besuch der Regierungsbehörden der Kolonie Queensland zur Verfügung zu stehen, da die Orlando Brisbane nicht anlaufen konnte. Das Torpedokanonenboot nutzte den Aufenthalt zu Artillerie- und Torpedoübungen. Anfang September traf das Flaggschiff ein, das eine Rundreise nach Neuseeland und Noumea durchgeführt hatte. Zum Empfang des Admirals der Station war auch das 1884 bei Armstrong gebaute Kanonenboot Gayundah der Queensland Marine anwesend und während des Aufenthalts des Admirals in Brisbane führte die Boomerang seine Flagge. Nach dem Besuch führte die Boomerang ihr Übungsprogramm weiter durch. Abschließend wurde das Boot im Trockendock von South Brisbane überholt.
Erst im November lief die Boomerang nach Sydney zurück, um beim Kommandowechsel der Stationsführung anwesend zu sein. Sie nutzte die Fahrt zu einem Höchstgeschwindigkeitstest und erreichte 16,5 kn bei 2500 PS Leistung. Sie geriet allerdings auch in einen Sturm und lief die schützende Trial Bay an, wo Häftlinge einen neuen Hafen bauten.

Im Dezember 1892 besuchte die Boomerang auch noch Newcastle und ging Ende April 1893 erneut nach Brisbane.
Im Juni machte die Boomerang eine Fahrt entlang der Küste Queenslands bis Thursday Island und lief auf der Hin- und Rückreise möglichst viele verschiedene Häfen an, ehe sie Anfang Juli nach Brisbane zurückkehrte.
Erst Mitte November kehrte die Boomerang nach sieben Monaten Abwesenheit wieder nach Sydney zurück. Sie lief zusammen mit dem Kreuzer Tauranga ein, der direkt von den Neuen Hebriden kam. Dort war zuvor auch die Boomerang im Einsatz gewesen. Sie hatte ihre Waffen zum Einsatz gebracht, als sie zusammen mit dem französischen Kreuzer Scorff Siedlungen der Eingeborenen auf den Inseln Pentecost und Aurore zerstörte. Die Dörfer gehörten zu Stämmen, die Weiße und ihre eingeborenen Besatzungen „geschlachtet“ hatten. Einige der Insulaner wurden auch gefangen genommen, bestraft oder zu Haftstrafen verurteilt und als Gefangene mitgenommen. Noumea diente als Stützpunkt für die Kriegsschiffe, welche die Neuen Hebriden überwachten. In Noumea trat auch monatlich die Gemeinsame Marinekommission zusammen, der abwechselnd ein französischer oder ein britischer Offizier vorstand. Dennoch herrschte auf französischer Seite die Furcht, die Briten könnten die Inseln annektieren. Tatsächlich hielt sich die ab 1906 gemeinsame Verwaltung bis zur Unabhängigkeit 1980 als Vanuatu. Der Einsatz der Boomerang hier blieb der einzige kriegerische Einsatz des Bootes in seiner Dienstzeit.
Nach einer weiteren dreimonatigen Übungsreise traf die Boomerang Ende März wieder in Sydney ein. Sie hatte unter anderem Hobart, Launceston, George Town und Melbourne besucht. Letzteres hatte sie am 28. verlassen und traf am 30. in ihrem Einsatzhafen wieder ein. Nach ihrer Ankunft wurde sie noch zum Torpedotraining in die Rose Bay befohlen, obwohl ihr Einsatz und der ihrer Crew in Kürze enden sollte. Das Kanonenboot wurde durch das Schwesterboot Karrakutta aus der Reserve ersetzt werden. Ihre Besatzung sollte nach England auf dem Großen Kreuzers HMS Crescent zurückkehren, die im Mai in Sydney mit Austauschbesatzungen eintreffen sollte
Beide Torpedokanonenboote wurde im Juni/Juli 1894 im Trockendock routinemäßig instand gesetzt. Die Karrakutta sollte dann nach Brisbane gehen, um dem Stations-Flaggschiff als Tender zu dienen.
Mitte Dezember 1899 machte dann die Boomerang ihre erste Probefahrt in Hinblick auf eine erneute Aktivierung. Im April 1900 erfolgte dann ihre erneute Indienststellung nach einer längeren Zeit in der Reserve. Nach den üblichen Testfahrten einschließlich eines Höchstgeschwindigkeitstest, in dem 20 kn erreicht worden sein sollen, lief sie mit der Ringdove im Juni nach Süden zur Jervis Bay zu Übungen, wo sie mit dem Kreuzer Wallaroo und dem Torpedokreuzer Porpoise zusammentraf, die anschließend nach Noumea bzw. Neuseeland gingen, während die Boomerang nach Sydney zurückkehren sollte. Während der Übungen verlor die Boomerang in einem Sturm ihre Dampfpinasse.

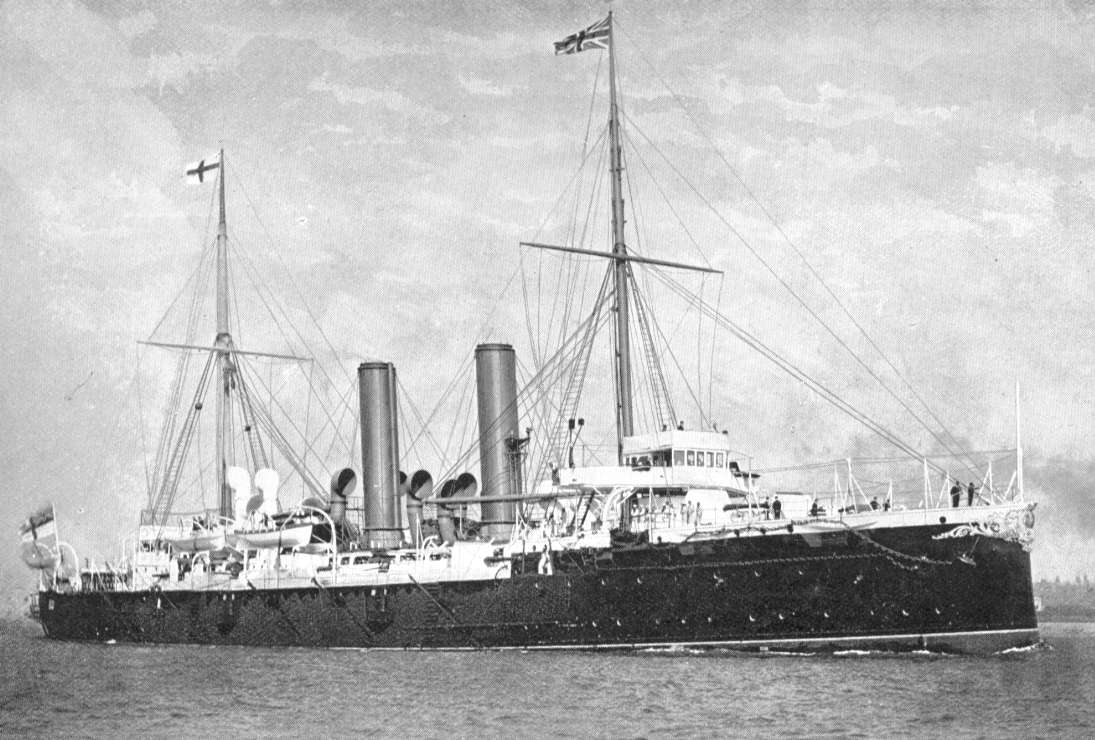
HMS Royal Arthur, Flaggschiff Australia Station 1897–1904

Das Kanonenboot besuchte anschließend Brisbane, wo sie mit dem Stationsflaggschiff HMS Royal Arthur zusammentreffen sollte, die allerdings von Neuseeland kommend, direkt nach Sydney lief. Das Kanonenboot lief noch flussaufwärts bis Garden Reach und traf dann am 31. August in Sydney mit dem Flaggschiff zusammen. Mitte Oktober begann sie dann als Begleiter des Flaggschiffs und des Kreuzers Ringarooma eine Reise nach Adelaide. Der Kreuzer und die Boomerang wurden allerdings schon in Melbourne entlassen und trafen Ende Oktober wieder in Sydney ein, während das Flaggschiff allein die geplante Reise fortsetzte. Im Frühjahr 1901 ging die Boomerang zu Übungen zur Jervis Bay, lief mit dem Schwesterboot Karrakatta im Mai nach Brisbane. Beide begleiteten dann die Yacht Ophir mit dem britischen Thronfolger nach Sydney.
Im August 1904 verließ die Boomerang zusammen mit dem alten Kreuzer Ringarooma (ex Psyche) Australien. Die Spannungen mit Russland wegen des Russisch-Japanischen Kriegs und der Ausmarsch der Baltischen Flotte nach Ostasien führten dazu, dass die beiden auf dem Heimmarsch befindlichen australischen Stationäre Anfang November vorerst als Kontrollschiffe in Gibraltar zurückgehalten wurden, um den Zugang zum Mittelmeer zu kontrollieren.

## Schicksal derKarrakattaund der anderen Schwesterschiffe
Das Schwesterboot Karrakatta war in der Regel im Dienst, wenn die Boomerang außer Dienst war. Am 11. März 1900 wurde sie für ihre letzte Dienstzeit auf der Australian Station in Dienst genommen. In ihrem letzten Dienstjahr war die Karrakatta noch sehr aktiv im Stationsbereich unterwegs. Meist zusammen mit dem Flaggschiff Royal Arthur und verschiedenen Kreuzern besuchte sie Neuseeland, war bei Feierlichkeiten in Sydney, besuchte Melbourne und machte eine lange Reise entlang der Küste Queenslands zuerst mit dem Flaggschiff und zwei Kreuzern, dann mit der Mildura, wobei das Torpedokanonenboot weit mehr Häfen und Flussläufe anlaufen konnte als die anderen Schiffe. Sie traf auch mit der Gayundah der Queensland Navy zusammen und die Besatzungen der beiden Kanonenboote trugen Wettkämpfe gegeneinander aus.

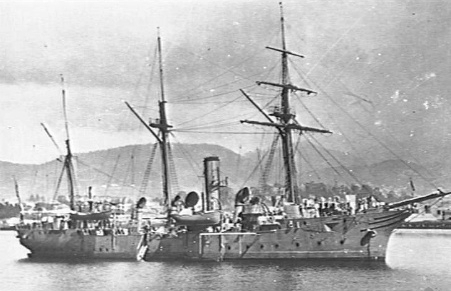
HMS Mutine, die Ablösung der Karrakatta

Zuletzt wurde die Karrakatta in Sydney nochmals überholt und für die Heimreise hergerichtet. Gleichzeitig sollte auch der Torpedokreuzer Archer die Station verlassen, aber die Archer sollte südlich um Australien gehen und dann über Südafrika in die Heimat zurückkehren. Die Karrakatta sollte die Nordroute der kürzeren Etappen nehmen und den Stationsbereich durch die Torresstrasse verlassen. Am 4. Dezember 1903 verließ die Karrakatta die Station und kehrte nach Großbritannien zurück. Auf dem Weg begegnete sie ihrer Ablösung, der von der China Station versetzten Sloop HMS Mutine.
Der Verkauf der Karrakatta zum Abbruch erfolgte erst im Juli 1905 zusammen mit dem Schwesterschiff Boomerang.

Die beiden ein Jahr später von Armstrong an die indische Marine gelieferten Plassy und Assaye waren schon im Mai 1904 verkauft worden.
Sechs der Torpedokanonenboote der Klasse dienten ab 1895/96 als Versuchsboote für neue Kesselkonstruktionen. So erhielten Sharpshooter vier Belleville-Kessel, Sheldrake welche vom Typ Babcock, Seagull welche vom Typ Niclausse, Spanker welche vom Typ du Temple, Salamander welche vom Typ Mumford und Speedwell vier Thornycroft-Kessel. Als Torpedoträger durch die Zerstörer überholt, wurden Sharpshooter, Gleaner, Salamander und Sheldrake von 1904 bis 1907 ausgesondert. Die Gossamer wurde 1908 als erstes Boot zum Minensucher umgebaut, wie dann auch die anderen vorhandenen Boote der Klasse im folgenden Jahr.

### Einsatz im Weltkrieg
Die Gossamer, Seagull, Skipjack, Spanker, Speedwell sowie die Circe, Jason, Leda, Niger und Speedy der etwas größeren Alarm-Klasse (810 t.n.) dienten als Minensucher im Weltkrieg. Von ihnen gingen Speedy, Niger (1914), Jason (1917) und am 30. September 1918 die Seagull nach Kollision mit dem Dampfer Currib auf dem Clyde verloren.